# Igreja de Nossa Senhora (Tréveris)
Igreja de Nossa Senhora (em alemão: Liebfrauenkirche), contígua à Catedral de Tréveris, é uma igreja construída entre 1235 e 1260 na cidade de Tréveris. Juntamente com a Catedral de Magdeburgo é um dos primeiros exemplos da arquitetura gótica alemã. Sua planta foi baseada na cruz grega e a torre acima da cúpula acentua a interseção das naves.
O portal oeste é ricamente decorado com ornamentos entalhados e símbolos iconográficos. Na parte interna se observam magníficas relíquias, entre elas os frescos do século XV pintados em doze colunas, que simbolizam os apóstolos. O local também abriga alguns túmulos importantes, como o de um nobre local, Karl von Metternich (1636), que se encontra na parte nordeste da capela.